# Fläder
Fläder (Sambucus nigra) är art i familjen desmeknoppsväxter. Arten förekommer naturligt i Europa till västra Sibirien, nordvästra Afrika, Turkiet och över Kaukasus och Iran till Indien. Fläder växer i låglandet och i bergstrakter upp till 1 800 meter över havet. Arten odlas också på andra håll, både som prydnadsväxt och för sina olika användbara växtdelar.
Det är en stor buske eller träd som kan bli upp till 10 meter högt. Grenarna har rent vit märg. Bladen sitter motsatta, de är gröna och parbladiga. Fläderblommorna sitter i tillplattade, breda blomställningar och har en karakteristisk stark och söt doft, som framförallt lockar flugor som pollinerare. De små blommorna är vita eller svagt gulaktiga med ljusgula ståndarknappar. Blommorna är oftast i fem delar, med fem foderblad, fem kronblad, fem fria ståndare och tre fruktblad, vilket som senare gör att frukten bildar tre kärnor (tre frukter). Blommorna är hermafroditiska. Frukterna är botaniska bär och blir först röda, men de blir senare svarta och glänsande. Arten blommar i juni-juli och bären mognar under augusti. 
Det finns även odlingssorter av fläder som skiljer sig från vildformen i färg, till exempel mörkt rödlila blodfläder och gulbladig fläder. 
Under förkristen tid ansågs flädern garantera att goda husandar skulle stanna på gården. Ett danskt ordspråk lyder: "Hvor hylden ej vil gro, kan mennesket ikke bo" - Där fläder ej vill gro, kan ingen människa bo. 
Fläder växer i låglandet och i bergstrakter upp till 1800 m ö h. Den föredrar måttlig till sandig, kväverik och frisk, lätt sur lerjord.

## Liknande arter
Arten skall inte förväxlas med sommarfläder (S. ebulus). Dessa arter är giftigare än den flädern. De är dock inte särskilt lika. Druvfläder har gulgröna blommor i en rundad klase och bären blir röda som mogna. Sommarfläder är en drygt meterhög ört och vissnar ner till marken varje vinter. Blommorna och frukterna relativt lika, blommorna har dock röda ståndarknappar. I Nordamerika förekommer den liknande arten kanadafläder (S. canadensis) och på Madeira finns den endemiska madeiraflädern (S. lanceolata).

## Sjukdomar
Fläderskinn, Hyphodontia sambuci, är en form av svamp som bildar vita täcken, 50-100 µm tjocka,  på bark och stam, de angriper särskilt fläder. Det är inte en art, utan flera arter som samverkar, Lyomyces.

## Användning
Blommorna kan användas vid tillverkning av saft, fläderblomssaft, i södra Sverige kallad hyllesaft. Även bären går att koka saft på.
I Tyskland gör man en fläderblomchampagne [källa behövs] som kan innehålla upp till 10 % vol alkohol. Den håller sig i flera månader. Saften kokas eftersom fläder annars kan vara giftigt. Det går att fritera blomklasarna till dessert, på tyska kallas den rätten Hollerschöberl eller Hollerküchle. De har använts inom medicinen, där de kallades "Flores sambuci". Bärsaften kan med fördel användas för färgning, liksom blomsaften.  
Genom att blanda den kokta saften med vitt vin eller alkohol kan en form av drink framställas, liksom man kan använda den för att krydda brännvin.
Man kan även göra sylt på bären, så kallad fläderbärssylt.

## Bevarandestatus
För beståndet är inga hot kända. Hela populationens anses vara stabil. IUCN listar arten som livskraftig (LC).

## Toxicitet

Strukturformel för sambunigrin

Växtens blad, bark och rötter innehåller ett gift, sambunigrin, som i kontakt med vatten avsöndrar blåsyra. Vid kokning splittras sambunigrin och gifteffekten försvinner. Även omogna bär och frön i mogna bär innehåller ämnet, vilket gör att de råa bären inte bör ätas. Giftet tillhör gruppen cyanogeniska glykosider, som finns hos många växter.
De omogna fläderbären och andra växtdelar av fläder innehåller även andra toxiner, framför allt irriterande saponiner och eteriska oljor som troligtvis förstörs vid upphettning. Man har detekterat cyanhaltiga glykosider i låga halter i växtens alla delar förutom i blomman, men inget fall med cyanväteförgiftning efter förtäring av äkta fläder är känt.
Enligt Giftinformationscentralen i Sverige är blommorna och de mogna svarta bären ofarliga att förtära. Förtäring av bären i rikliga mängder, och i synnerhet omogna, kan däremot ge magbesvär med magkrämpor, illamående, kräkningar och diarré.

## Synonymer
I Sverige kallas fläder även för hyll, hyllebuske, äkta fläder. Ett gammalt namn, rapporterat från början av 1800-talet, är Fulbom .

### Vetenskapliga
- Sambucus alba Raf.
- Sambucus aurea Carr.
- Sambucus arborescens Gilib.
- Sambucus dissecta C.Koch
- Sambucus florida Salisb.
- Sambucus laciniata (L.) Mill.
- Sambucus medullosa Gilib.
- Sambucus nigra f. alba (Weston) Rehd.
- Sambucus nigra f. albomarmorata Geerinck
- Sambucus nigra f. aurea (Sweet) Schwer.
- Sambucus nigra f. chlorocarpa (Hayne) Geerinck
- Sambucus nigra f. laciniata (L.) Zabel
- Sambucus nigra f. luteomarmorata Geerinck
- Sambucus nigra f. pendula Dippel
- Sambucus nigra f. porphyrophylla E.C.Nelson
- Sambucus nigra var. alba Weston
- Sambucus nigra var. chlorocarpa  Hayne
- Sambucus nigra var. decussata Gillot
- Sambucus nigra var. dimorphophylla Rouy
- Sambucus nigra var. laciniata L.
- Sambucus nigra var. viridis Weston
- Sambucus nigra var. virescens Cariot & St.-Lag.
- Sambucus pyramidata Lebas
- Sambucus virescens Desf.
- Sambucus vulgaris Neck.
- Sambucus vulgaris Lam. nom. illeg.

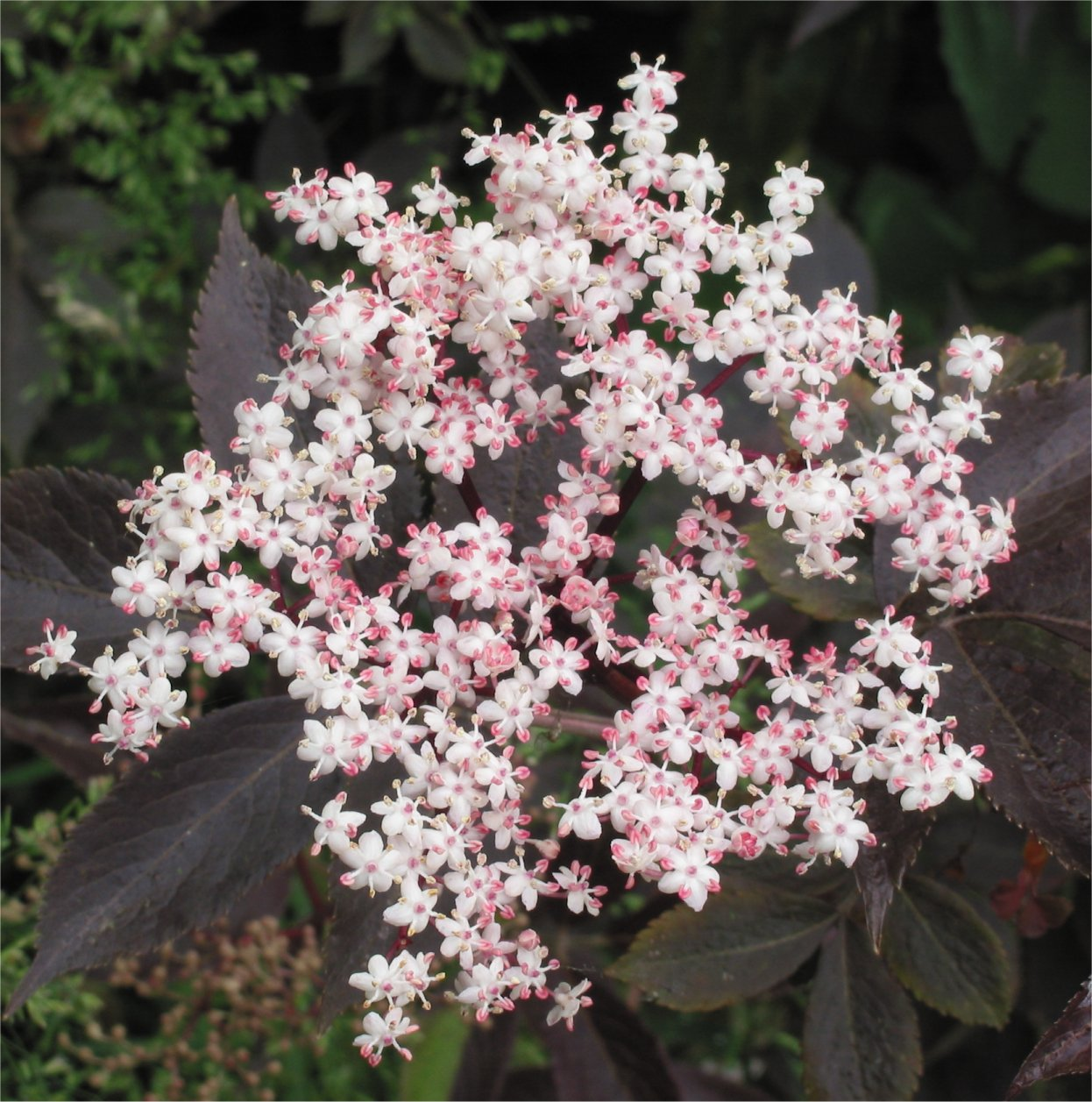
Sorten 'Guincho Purple'